# Dircinha Batista
Dirce Grandino de Oliveira, connue sous le nom de Dircinha Batista, née le 7 avril 1922 à São Paulo et morte le 18 juin 1999 à Rio de Janeiro, est une actrice et chanteuse brésilienne.

## Biographie
Dirce Grandino de Oliveira naît le 7 avril 1922 à São Paulo. Son père est le ventriloque et comédien Batista Júnior (João Batista de Oliveira).
Elle interprète principalement des chansons de carnaval.
Avec sa sœur Linda Batista, morte en 1988, Dircinha est l'une des artistes les plus populaires du Brésil entre les années 1930 et 1950.

### Fin de vie et mort
Au cours des dernières années de sa vie, Dircinha Batista vit pratiquement isolée du monde, dans le centre gérontologique Mercedes Miranda de la Casa de Saúde Dr. Eiras à Botafogo.
Souffrant d'un grave dysfonctionnement cardiaque, elle est admise le 18 juin 1999 à l'unité de soins coronariens de l'hôpital São Lucas de Copacabana vers 1 heure du matin pour un œdème pulmonaire aigu et une insuffisance respiratoire. Victime d'un arrêt cardiaque, la chanteuse meurt à 2h30 du matin.

## Filmographie
- 1939 : Futebol em Família : Fifinha